# Eurema portoricensis
Espèce
Synonymes
- Eurema portoricensis (Dewitz, 1877)[1]
- Pyrisitia portoricensis (Dewitz, 1877) (préféré par BioLib)[1]

Eurema portoricensis est une espèce de papillons de la famille des Pieridae, de la sous-famille des Coliadinae et du genre Eurema. Elle est endémique de Porto Rico.

## Systématique
L'espèce Eurema portoricensis a été décrite en 1877 par Dewitz (d) sous le protonyme de Terias portoricensis.
Synonyme : Terias tenera Avinoff, 1926 ; Pyrisitia portoricensis.

## Nom vernaculaire
Eurema portoricensis se nomme Puerto Rican Yellow en anglais.

## Description
Eurema portoricensis présente sur le dessus des ailes jaune d'or bordées finement de marron chez le mâle, uniquement au niveau de l'apex des ailes antérieures chez la femelle.
Le revers est jaune avec de fines petites marques marron.

## Écologie et distribution
Eurema portoricensis est présent à Porto Rico.

### Protection
Pas de statut de protection particulier.